# 臺灣琉璃翠鳳蝶
台灣琉璃翠鳳蝶（學名：Papilio hermosanus，別名：琉璃紋鳳蝶、瑠璃鳳蝶、寶鏡鳳蝶）是屬於鳳蝶科的一種蝴蝶，是鳳蝶屬的一種，也是台灣的特有種。分佈於台灣中部及南部，包括桃園、宜蘭以南的中至低海拔山區，生境為海拔100-1200米常綠闊葉林。
一年多代，成蝶有訪花習性，雄蝶有吸水習性，多見於2-11月。幼蟲爲單食性，寄主為芸香科的飛龍掌血，以葉片為食。冬季以蛹態越冬。

## 形態
驅體黑褐色，散布有綠色亮鱗。前翅外緣近直線狀，後翅外緣波狀，M3脈末端有一明顯葉狀尾突。翅膀背面底色黑褐色，密布亮鱗，後翅前側有一枚紡錘形藍綠色亮斑，另外前翅外側及後翅中央有一綠色亮線。後翅臀區有一個紫紅色圈紋。翅腹面底色褐色，於前翅外側有灰白色斑帶，後翅内側有一片黃褐色鱗，沿外緣則有一列紫紅色弦月紋。
雄蝶前翅背面後側有明顯的褐色絨毛狀性標，雌蝶則無此構造，而且後翅背面橙紅色弦月紋較雄蝶發達。春季個體型態較小。

## 物種鑑定
台灣琉璃翠鳳蝶曾經被視為巴黎翠鳳蝶的台南亞種（P. paris hermosanus）。2000年，國立臺灣師範大學徐堉峰教授指導的碩士畢業生何孟娟完成《大琉璃紋鳳蝶與琉璃紋鳳蝶親緣關係之探討》，從形態學、生態學及粒線體DNA分析，得到的結果支持兩者為不同物種。兩者親緣關係接近，間接說明兩者可能屬於異域物種形成。研究指出巴黎翠鳳碟是第四紀冰河時期才由中國大陸擴散至臺灣，當時兩者已是分化成兩個不同的物種。因此，在台灣野外沒有兩者的雜交個體。
比較兩種的形態，臺灣琉璃翠鳳蝶通常體型較小，翅形較圓，前翅頂角不甚突出。雄蝶性標遠較巴黎翠鳳蝶明顯。後翅背面藍綠色亮斑較狹長，呈紡錘形，近乎帶狀，且被黑色翅脈分割。兩種的卵、幼蟲和蛹的形態相似，但寄主植物不同，可以靠植物區分。

## 文獻
- Nakahara, 1932; Eine neue Form von Papilio paris Linné aus Formosa Zephyrus 4 (4): 243 （日語）
- Murayama, 1961. An unrecorded and some aberrant butterflies from Formosa Tyô to Ga 11 (4) : 54, f. 1, 11; 55, f. 27 （日語）

## 外部連結
- 维基共享资源上的相關多媒體資源：台灣琉璃翠鳳蝶
- 維基物種上的相關：台灣琉璃翠鳳蝶